# Spinulosphaeria
Spinulosphaeria är ett släkte av svampar. Spinulosphaeria ingår i familjen Chaetosphaerellaceae, ordningen Coronophorales, klassen Sordariomycetes, divisionen sporsäcksvampar och riket svampar.
|                 | Diplosporium                               |
|                 |                                            |
|                 | Crassochaeta                               |
|                 |                                            |
|                 | Veramycina                                 |
|                 |                                            |
| Spinulosphaeria | \| \| Spinulosphaeria thaxteri \| \| \| \| |
|                 | \| \| Spinulosphaeria thaxteri \| \| \| \| |
|                 | Chaetosphaerella                           |
|                 |                                            |
|                 | Spinulosphaeria thaxteri                   |
|                 |                                            |

|  | Spinulosphaeria thaxteri |
|  |                          |